# 내 사랑 사이보그
《내 사랑 사이보그》(Not Quite Human)는 미국에서 제작된 스티븐 힐러드 스턴 감독의 1987년 가족, SF, 코미디 영화이다. 앨런 시크 등이 주연으로 출연하였다. 스토리는 Seth McEvoy의 Not Quite Human이라는 책 시리즈에 기반을 둔다. 시리즈의 3개 영화 가운데 첫 번째 작품이다. 시퀄로는 내 사랑 사이보드 2(1989년), 내 사랑 사이보그 3(1992년)이 있다. 촬영지는 애리조나주 피닉스와 스코츠데일이다. 디즈니 채널을 위해 제작되었다.

## 출연

### 주연
- 앨런 시크
- 로빈 리블리
- 로버트 하퍼

### 조연
- 조셉 볼로그나
- 제이 언더우드
- 브랜던 더글러스
- 릴리 헤이든

## 기타
- 미술: 엘레인 바바라 세더
- 의상: 제너 스턴